# Флорентински гилдии
Гилдиите на Флоренция са търговски гилдии: светски корпорации, които контролират занаятите, изкуствата и търговията във Флоренция между XII и XVI век. Тези гилдии (Arti) включват седем големи гилдии (известни като Arti Maggiori), пет средни гилдии (Arti Mediane) и девет второстепенни гилдии (Arti Minori). Тяхната вътрешна организация се отличава със строга йерархия, вътрешни правила и контрол на качеството. Това обуславя политическата роля, която големите гилдии Arti Maggiori играят в средновековната комуна и до голяма степен формират хода на историята на Флоренция, която се првръща в един от най-богатите градове в късносредновековна Европа.
Извън гилдиите остава „малкият народ“ (Popolo minuto) – квалифицирани работници, включително тъкачи, предачи, бояджии, лодкари, работници, амбулантни търговци и други. Въпреки че съставляват мнозинството от населението, на тях им е забранено да формират гилдии.

## Формиране
Гилдиите са средновековни корпорации, които организират икономическия живот на града, формират социална мрежа, която допълва и отчасти компенсира семейните връзки, въпреки че във Флоренция социалните дейности на гилдиите са по-малки, отколкото в много градове.  Първата от гилдиите на Флоренция, за която има писмени сведения, е гилдията на търговците на платове Calimala, спомената в документ от около 1150 г. Самата гилдия се ръководи от капо, който управлява цялата дейност. До 1193 г. съществуват седем гилдии, които избират заедно членовете на управителен съвет (консули, consoli).
Приемането на нови членове в гилдията е силно рестриктивно: кандидатът е необходимо да е законен син на член на гилдията, да представи доказателства за компетентност в съответния занаят и да плати входен данък. Майсторите на гилдиите, които притежават средствата за производство, приемат за обучение стажанти – чираци и гарцони, „момчета“, които може да работят дълги години, без изобщо да станат майстори. Калфите са достигнали втората степен при усвояването на занаята. и след още няколко години обучение при майстора, те самите могат да станат майстори. Съществува и практика на набиране на опит чрез практикуване на занаята извън родния град: пътуващ занаятчия, (на английски: journeyman).
Всяка от гилдиите се управлява според свой устав, който има силата на закон и играе ролята на съд при спорове между своите членове и техните работници. През XIV век гилдиите създават търговски съд Mercatanzia, за да решава делата, които засягат повече от една гилдия. Сградата на този съд Palazzo del Tribunale della Mercatanzia заема видно място на площад Синьория, подобаващо на контролиращата роля на гилдиите в управлението на Флоренция.
Както и навсякъде другаде, гилдиите във Флоренция защитават своите членове от конкуренцията на чужденците или флорентинските аутсайдери, гарантират качеството на работата чрез строг надзор на работилниците (бо̀тега, botteghe), определят работното време, пазарните и празничните дни и предоставят социални услуги на своите членове и техните съпруги, вдовици и деца. През целия XV век гилдиите осигуряват градски пазачи, за да охраняват затворените работилници и складове. Всъщност работилниците са място за делови и социални контакти, широко отворени към улицата и достъпни за коментарите на минувачи и конкуренция, а „добрият флорентинец е винаги в дюкяна си“ :с. 126

## Роля във Флоренция
Шест от деветте приори на Синьорията на Флоренция се избират от големите гилдии, а двама от второстепенните гилдии.  „Седемте големи гилдии“ се споменават изрично за първи път през 1197 г. (отделяйки Калимала от „Вълна“)  Първият държавен акт, отнасящ се до гилдиите, е издаден през 1228 г. 
Първият списък на флорентинските гилдии, включващ двадесет и една гилдии, се появява през 1236 г.  Втори списък от двадесет и една гилдии се появява през 1266 г. , и в него фигурират седем големи гилдии и четиринадесет малки гилдии, Същата година консулите на седемте големи гилдии стават върховни магистрати на държавата.  През 1280 г., когато Синьорията за първи път встъпва в длъжност, първите пет от малките гилдии са определени като „средни“ и техните консули са допуснати до конференциите на консулите на седемте големи гилдии. 
През 1282 г. са избрани трима приори на гилдиите с правомощия малко по-ниски от главния магистрат на държавата.  Третият списък с гилдии, финализирал тяхната подредба за повече от един век, се появява в документ от 1282 г., известен като Foro Fiorentino, който се съхранява в Британската библиотека.  Той групира големите и средните гилдии заедно, като по този начин създава ново разделение от дванадесет големи и девет малки гилдии.  Деветте най-ниски гилдии приемат свои знамена и гербове през 1291 г. 
През 1296 г. с основаването на Търговския съд Corte della Mercanzia е обнародван общ устав „Statuto“ на гилдиите.  Уставите на всички гилдии претърпяват цялостна ревизия между 1301 и 1307 г., а първа приема „Нов кодекс“ гилдия Калимала, като уставът е преразгледан през 1386 г. 
През 1378 г. след въстанието на чомпите са сформирани три нови гилдии.  Четвъртият списък на гилдиите от 1415 г. обаче все още включва само двадесет и една гилдии, разпределени (както през 1266 г.) на седем големи и четиринадесет малки гилдии (средните гилдии са загубили своя специален статут). 
През 1427 г. големите гилдии се опитват да намалят броя на малките гилдии на седем, но не успяват.  През 1534 г. четиринадесетте малки гилдии са организирани в четири университета и много от техните привилегии са ограничени. 

## Художници и скулптори
Във Флоренция не е съществувала отделна гилдия за художници (както напремер в Нидерландия - на Свети Лука ). Флорентинските художници принадлежат първоначално към гилдията на лекарите и аптекарите (Arte dei Medici e Speziali), тъй като купуват пигментите си от аптекарите, докато скулпторите членуват в гилдията на каменоделците и резбарите (Maestri di Pietra e Legname),  или на майсторите по металообработка. Те също така често са членове на братството на Св. Лука (Compagnia di San Luca), основано още през 1349 г., но като отделно образувание извън системата на гилдиите.  През XVI век членовете на братството започват да се срещат в църквата Сантисима Анунциата и към тях се присъединяват и скулптори, членове на братството на Свети Павел (Compagnia di San Paolo).  Тази форма прераства във Флорентинската Accademia e Compagnia delle arti del Disegno  през 1563 г., която през 1572 г. е официално включена в системата на гилдиите.
Гилдиите са важни покровители на изкуствата. Например статуите на Орсанмикеле са тяхно съвместно и силно конкурентно усилие; гилдия Calimala финансира баптистерия и поръчва прочутите врати на Лоренцо Гиберти, докато гилдията на вълната спонсорира флорентинската катедрала и финансира купола, антепендиума на олтара и други части, а гилдията на коприната строи и ръководи Болница на невинните.
Всички флорентински гилдии, големи и малки, са премахнати през 1770 г. с указ на Леополд II (тогава велик херцог на Тоскана), който възлага функциите им на единна флорентинска Камара за търговия, изкуство и производство (Camera di Commercio, Arti e Manifatture), с изключение на гилдията на съдии и нотариуси, която остава до 1777 г., когато е премахната с нов указ.